# 오비히로 축산대학
오비히로 축산대학(일본어: 帯広畜産大学 오비히로치쿠산다이가쿠[*], Obihiro University of Agriculture and Veterinary Medicine)은 일본의 국립 대학이다. 대학 본부는 홋카이도 오비히로시에 있다.

## 연혁
오비히로 축산대학의 기원은 1941년에 일본 관립(국립) 유일한 고등 수의학교로써 설립된 오비히로 고등 수의학교(帶廣高等獸醫學校)이다. 이 학교가 1949년에 오비히로 축산대학으로 발전하였다.
- 1941년 4월 : 오비히로 고등 수의학교 설립.
- 1944년 4월 : 오비히로 수의축산 전문학교로 개칭.
- 1946년 4월 : 오비히로 농업 전문학교로 개칭.
- 1949년 5월 : 오비히로 축산대학으로 승격. 축산학부 (수의학과, 낙농학과) 설치.
- 1967년 4월 : 대학원 석사과정 설치.
- 1990년 4월 : 기후 대학 대학원 연합 수의학 연구과(박사과정)의 구성대학이 됨.
- 1994년 4월 : 이와테 대학 대학원 연합 농학 연구과(박사과정)의 구성대학이 됨.
- 2006년 4월 : 대학원 축산학 연구과 박사과정 설치.

## 캠퍼스
- 홋카이도 오비히로시 이나다초 니시(稻田町西) 2선 11.

## 조직

### 학부
- 축산학부
  - 수의학 과정 (6년제)
  - 축산과학 과정 (4년제)

### 대학원
- 축산학 연구과
  - 축산 위생학 전공 (석사/박사 과정)
  - 축산 생명 과학 전공 (석사 과정)
  - 식품 과학 전공 (석사 과정)
  - 자원 환경 농학 전공 (석사 과정)
- 기후 대학 대학원 연합 수의학 연구과 (박사 과정)
- 이와테 대학 대학원 연합 농학 연구과 (박사 과정)

### 부속기관
- 도서관
- 원충병 연구 센터 (영어: National Research Center for Protozoan Diseases)
- 지역 제휴 추진 센터
- 축산 필드 과학 센터 (부속 농장)
- 동물/식품 위생 연구 센터